# Hakuouki
Hakuouki (薄桜鬼?, Hakuouki) o Hakuouki Shinsengumi Kitan (薄桜鬼 〜新選組奇譚〜?, Hakuōki: ~Shinsengumi Kitan~) è un franchise di videogiochi, anime e manga.
In seguito al successo delle serie, sono stati realizzati due lungometraggi d'animazione tratti dalle serie TV sempre dallo Studio Deen; Hakuōki Dai-isshō Kyoto Ranbu uscito in Giappone il 24 agosto 2013, e Hakuōki Dai-nishō Shikon Sōkyū uscito l'8 marzo 2014. Tutti gli anime sono inediti in Italia.

## Trama
Chizuru Yukimura si reca a Kyoto in cerca del padre scomparso. Qui assiste a un combattimento tra un Rasetsu e un membro dello Shinsengumi. L'organizzazione la prende poi sotto la sua ala protettrice e, una volta appreso che lei è la figlia del dottore che stanno cercando, decidono di tenerla con sé. Chizuru si unisce quindi allo Shinsengumi nelle loro battaglie per aiutare lo shogunato.

## Personaggi
Chizuru Yukimura (雪村千鶴?, Yukimura Chizuru)
Ella è la protagonista, si reca a Kyoto in cerca del padre Kodou, che pratica la medicina occidentale. All'oscuro di Chizuru, suo padre sviluppava per lo Shogunato l'Ochimizu, un elisir che aumenta le capacità di guarigione, la velocità e la forza di chi lo beve, ma che trasforma anche colui al quale viene somministrato in una specie di vampiro, noto come Rasetsu. All'inizio della serie, viene inseguita da due uomini, attaccati poi da un Rasetsu. Assiste poi all'uccisione del Rasetsu da parte di Hajime Saito, e viene in seguito portata al quartier generale dello Shinsengumi da Toshizo Hijikata. Lo Shinsengumi la prende con sé perché sono anche loro alla ricerca di suo padre.
Chizuru ha un segreto, sconosciuto anche a lei stessa: è infatti un membro purosangue dell'Oni Ichizoku, il clan dei demoni. Visto che gli Oni sono diminuiti nel corso dei secoli, Chikage Kazama comincia a cercarla per creare una stirpe di Oni purosangue. È la portatrice di una spada corta, che fa coppia con la katana di Kaoru, parte dei cimeli di famiglia degli Yukimura. Chizuru ama segretamente Hijikata.
Toshizo Hijikata (土方歳三?, Hijikata Toshizo)
Vice comandante dello Shinsengumi, prende la maggior parte delle decisioni. Viene chiamato oni-fukuchou (vice comandante demone), ed è temuto e rispettato dai suoi uomini. Essendo stato lui a portare Chizuru allo Shinsengumi, è responsabile per lei e la protegge durante le battaglie. Dopo aver bevuto l'Ochimizu, diventa un Rasetsu per difendersi da Chikage, furioso dopo aver assistito alla morte del fedele membro dello Shinsengumi Genzaburo Inoue. Con il tempo, comincia a provare qualcosa per Chizuru.
Souji Okita (沖田総司?, Okita Souji)
Capitano della prima divisione, soffre di tubercolosi e, per curarla, Nagumo Kaoru gli consegna una bottiglia di Ochimizu, che Souji beve per non essere ostacolato in combattimento dalla malattia. Nonostante diventi un Rasetsu, lo Shinsengumi scopre che, se ferito dall'argento, non guarisce, arrivando così a comprendere qual è la debolezza dei Rasetsu.
Isami Kondo (近藤勇?, Kondou Isami)
Comandante dello Shinsengumi, ha la fiducia, il rispetto e la lealtà dei suoi uomini.
Keisuke Sannan  (山南敬助?, Sannan Keisuke)
È il vice comandante dello Shinsengumi con Hijikata. Studioso e spietato stratega, è comunque gentile e affettuoso. Dopo aver subito una ferita che gli impedisce di usare ancora il braccio, diventa freddo e distante. Comincia a fare delle ricerche in segreto per migliorare l'Ochimizu e superare i suoi effetti collaterali. Alla fine, diventa un Rasetsu.
Shinpachi Nagakura (永倉 新八?, Nagakura Shinpachi)
Capitano della Seconda Divisione, è molto allegro. Molto vicino ad Harada, è molto bravo con la spada, ma gli piacciono l'alcol e le donne.
Sanosuke Harada (原田左之助?, Harada Sanosuke)
Capitano della Decima Divisione, preferisce la lancia alla spada. Nell'anime ha una rivalità con Kyo Shiranui.
Heisuke Todo (藤堂 平助?, Toudou Heisuke)
Giovane membro dello Shinsengumi, ha circa la stessa età di Chizuru. Lascia lo Shinsengumi, ma poi torna. Ha preso anche lui l'Ochimuzu per guarire da alcune ferite.
Hajime Saito (斎藤 一?, Saitou Hajime)
Capo della Terza Divisione, è un maestro nell'uso della spada con la mano sinistra. È silenzioso e taciturno, ma saggio e leale. Spesso analizza la situazione prima di attaccare per capire quali azioni sono necessarie al completamento della missione. Saito lascia lo Shinsengumi apparentemente per unirsi al gruppo di Itou, ma poi si scopre che ha solo ubbidito all'ordine di infiltrarsi impartitogli da Hijikata.
Kaoru Nagumo (南雲薫?, Nagumo Kaoru)
Appare per la prima volta come una giovane donna, ma in realtà è il fratello gemello di Chizuru, separato da lei durante l'infanzia. Uno degli Oni più forti, vuole far soffrire Chizuru perché, quando furono separati, fu portato nella famiglia Nagumo e trattato duramente perché non era una femmina. Odia anche che Chizuru si sia dimenticata non solo di lui, ma addirittura di avere un fratello gemello. A causa di questo, vuole che lei provi il suo stesso dolore.
In seguito, si scopre che ama Chizuru e che tutto quello che ha fatto era solo per vederla ancora. Chiede alla sorella di seguirlo perché lui è l'unico ad avere il potere per difenderla, ma la ragazza rifiuta e l'unica soluzione rimasta è ucciderla. Proprio prima del combattimento, però, Chizuru viene salvata da Chikage, che uccide Kaoru.
Chikage Kazama (風間千景?, Kazama Chikage)
È un membro del Bakumatsu, nemico dello Shinsengumi. Il più forte Oni dell'Ovest, vuole Chizuru come compagna. Arrogante e cinico, è accompagnato dai due demoni Amagiri e Shiranui. Nella forma da Oni gli crescono lunghe corna bianche e gli occhi diventano gialli.
Amagiri Kyuuju
Oni dai capelli rossi molto forte, preferisce combattere con i pugni che con la spada. Nutre rispetto per gli avversari ed è un membro del clan Satsuma.
Nella seconda serie dell'anime, Kazama, Amagiri e Shiranui si uniscono contro Koudou e il suo esercito di Rasetsu, che ora riescono a combattere anche in pieno sole. In più, Amagiri rivela a Saito che, dato che la fonte del potere dei Rasetsu non è divina come per gli Oni, la forza, i riflessi e la capacità rigenerativa dei Rasetsu vengono alimentati dall'energia della vita. Di conseguenza, i Rasetsu usano semplicemente in anticipo l'energia destinata ad essere spesa nel corso di un'ordinaria vita umana, accorciando di conseguenza la loro esistenza ogni volta che usano i loro poteri.
Kyo Shiranui
È un Oni arrogante che preferisce le pistole alle spade. Ha lunghi capelli viola legati in una coda. Inizialmente combatte al fianco di Chikage e Amagiri contro lo Shinsengumi (in particolare contro Harada) per prendere Chizuru. In seguito, Harada e Shiranui uniscono le forze per sconfiggere i nuovi Rasetsu creati da Koudou dopo il suo tradimento. Informa Harada che Koudou vuole cominciare una guerra solo per raccogliere sangue utile a nutrire il suo esercito di Rasetsu.
Principessa Sen (千姫?, Sen-hime)
È una ragazza con lunghi capelli castani dell'età di Chizuru. Oni purosangue, a causa della sua guardia del corpo Kimigiku, Chikage non cerca lei ma Chizuru. Viene presentata per la prima volta quando protegge un bambino e viene minacciata da alcuni uomini. In seguito rivela le vere origini di Chizuru, offrendole per due volte di farsi proteggere da lei e Kimigiku.
Susumu Yamazaki
É un ragazzo dai capelli abbastanza scuri e ha gli occhi viola. È un ragazzo serio e intelligente.

## Produzione
La prima è una serie di videogiochi giapponesi di Idea Factory, per PlayStation 2 e 3, PlayStation Portable e Nintendo DS.

La seconda è una serie di trasposizioni animate che al momento conta tre stagioni anime prodotte da Studio Deen, dirette da Osamu Yamasaki e andate in onda su TV Kanagawa tra il 2010 e il 2012: Hakuōki (12 episodi), Hakuōki: Hekketsuroku (10 episodi + episodio 0) e Hakuōki: Reimeiroku (12 episodi, prequel della storia), dalle quali sono stati tratti due manga. Dopo la 2ª stagione è stata inoltre prodotta una serie OAV (cioè solo per il circuito home video) di 6 episodi, intitolata Hakuōki Sekkaroku, distribuita tra il 2011 e il 2012.

## Manga
Ci sono due adattamenti di Hakuouki Shinsengumi Kitan. La prima, dal titolo Hakuouki Junrenka, è serializzata nel magazine Dengeki Comic SYLPH ed è un'antologia dei differenti finali del videogame. Un'altra versione è attualmente serializzata nel magazine Comic B's Log Kyun!!.

## Anime

### Prima serie
- Opening: Izayoi Namida di Aika Yoshioka.
- Ending: Kimi no Kioku di Mao.

| Nº | Titolo italiano Giapponese 「Kanji」 - Rōmaji                           | In onda        | In onda |
| Nº | Titolo italiano Giapponese 「Kanji」 - Rōmaji                           | Giapponese     |         |
| 1  | La capitale innevata 「雪華の都」 - Sekka no miyako                     | 4 aprile 2010  |         |
| 2  | Semi di sommossa 「動乱の火蓋」 - Dōran no hibuta                       | 11 aprile 2010 |         |
| 3  | Bocciolo del crepuscolo 「宵闇に咲く華」 - Yoiyami ni saku hana         | 18 aprile 2010 |         |
| 4  | Coloro che vengono dall'oscurità 「闇より来る者」 - Yami yori kuru mono | 25 aprile 2010 |         |
| 5  | Spade in conflitto 「相克せし刃」 - Sōkoku seshi yaiba                  | 2 maggio 2010  |         |
| 6  | Il filo della vita degli Oni 「鬼の命脈」 - Oni no meimyaku             | 9 maggio 2010  |         |
| 7  | Il destino di un legame 「桎梏の運命」 - Shikkoku no unmei              | 16 maggio 2010 |         |
| 8  | Sogni fluttuanti 「あさきゆめみし」 - Asaki yumemishi                   | 23 maggio 2010 |         |
| 9  | I sentieri della strage 「修羅の轍」 - Shura no wadachi                 | 30 maggio 2010 |         |
| 10 | Dove portano i legami 「絆のゆくえ」 - Kizuna no yukue                  | 6 giugno 2010  |         |
| 11 | I caduti 「零れ落ちるもの」 - Koboreochiru mono                         | 13 giugno 2010 |         |
| 12 | Al di là delle braccia 「剣戟の彼方」 - Kengeki no kanata               | 20 giugno 2010 |         |

### Seconda serie
- Opening: Maikaze di Aika Yoshioka.
- Ending: Akane Sora ni Negau di Mao.

| Nº | Titolo italiano Giapponese 「Kanji」 - Rōmaji                      | In onda          | In onda |
| Nº | Titolo italiano Giapponese 「Kanji」 - Rōmaji                      | Giapponese       |         |
| 0  | Ricordi a Kyoto 「京都回想録」 - Kyōto kaisō-roku                  | 3 ottobre 2010   |         |
| 1  | Come una fiamma 「焔の如く」 - Homura no gotoku                    | 10 ottobre 2010  |         |
| 2  | Il corridoio dei contrattempi 「蹉跌の回廊」 - Satetsu no kairō    | 11 ottobre 2010  |         |
| 3  | Ombra distante 「遠き面影」 - Tooki omokage                        | 18 ottobre 2010  |         |
| 4  | Sincerità immortale 「誠心は永遠に」 - Seishin wa towa ni          | 25 ottobre 2010  |         |
| 5  | Il sogno della sinfonia 「玉響の夢」 - Tama hibiki no yume         | 1º novembre 2010 |         |
| 6  | La splendente luce dell'alba 「輝ける暁光」 - Kagayakeru gyōkō     | 8 novembre 2010  |         |
| 7  | La lama del sole 「天道の刃」 - Tendō no yaiba                     | 15 novembre 2010 |         |
| 8  | I boccioli di ciliegio sparsi 「散ずる桜花」 - Chizuru ōka         | 22 novembre 2010 |         |
| 9  | L'Hepatica fiorita 「雪割草の花咲きて」 - Yukiwarisō no hanasakite | 29 novembre 2010 |         |
| 10 | Pallido ciliegio onirico 「夢幻の薄桜」 - Mugen no haku sakura     | 6 dicembre 2010  |         |